# تپه گند دره
تپه گند دره مربوط به دوره اشکانیان است و در شهرستان شیروان، بخش مرکزی، دهستان سیوکانلو، ۲ کیلومتری جنوب غرب روستای الاشلو واقع شده و این اثر در تاریخ ۲ مرداد ۱۳۸۷ با شمارهٔ ثبت ۲۳۱۱۲ به‌عنوان یکی از آثار ملی ایران به ثبت رسیده‌است.